# 幸後和壽
幸後 和壽（こうご かずひさ、1950年7月20日 - ）は日本の実業家。トクヤマ代表取締役社長や、同社代表取締役会長を務めた。発明協会会長奨励賞実施功績賞受賞。

## 人物・経歴
福岡県行橋市生まれ。父は日本国有鉄道職員。福岡県立門司高等学校を経て、1975年東京工業大学工学部化学工学科卒業、徳山曹達（現トクヤマ）入社。電解製造部で技術課長や第二課長を務めるなどして工場現場で長く勤務したのち、1999年エレクトロニクス営業部長。同年ICケミカル部長。2002年シェイパル営業部長。2004年理事機能材料部門副部門長兼シェイパル営業部。2006年取締役機能材料部門長、鹿島工場管掌。2009年から代表取締役社長を務め、マレーシアでの多結晶シリコン事業への投資などを進めたが、市況の暴落により特別損失を計上し2015年に代表取締役会長に退いた。日本経済団体連合会理事、ダイワボウホールディングス取締役なども務めた。発明協会会長奨励賞実施功績賞受賞。